# Уши (Лозанна)
Уши́ (фр. Ouchy) — бывший город на Швейцарской ривьере, ныне южный район Лозанны. Расположен на берегу Женевского озера. Популярное место отдыха туристов. Население (2005 год) — 1,4 тыс. жителей.
Поселение Oschie упоминается в 1184 году. В прошлом был рыбацкой деревней, в 1798 году вошедшей в состав города Лозанны.
В XII веке построена башня, с 1283 года служившая одной из резиденций лозаннских епископов. В 1877 году порт Уши был связан железной дорогой с центром города, с 2008 года — линией метро М2. В 1993 году открыта площадь Навигации.
В пределах района расположены порт на Женевском озере, пирс для пассажирских судов CGN, городская набережная, множество гостиниц и ресторанов, Олимпийский музей и Олимпийский парк, парк Денанту. В саду у площади генерала Гизана растёт свыше 130 различных видов роз.
В 1903—1904 годах в пансионе «Лаказ» в Уши жили и учились Марина и Анастасия Цветаевы. На вилле Мон-Абри в Уши прожила последние 30 лет своей жизни Леонилла Барятинская.

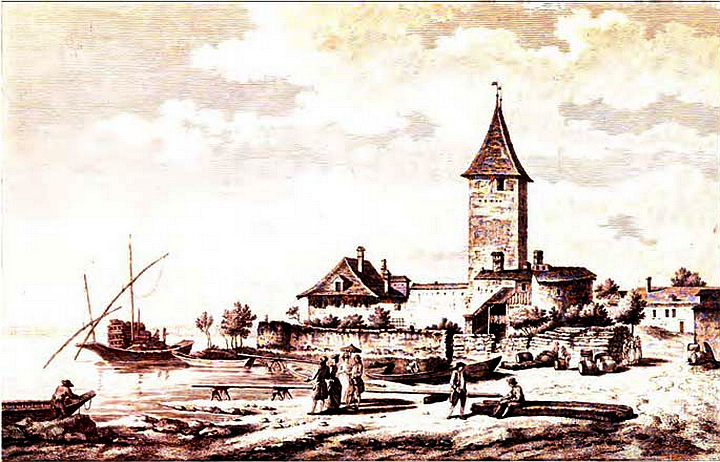
Замок Уши, 1784 год
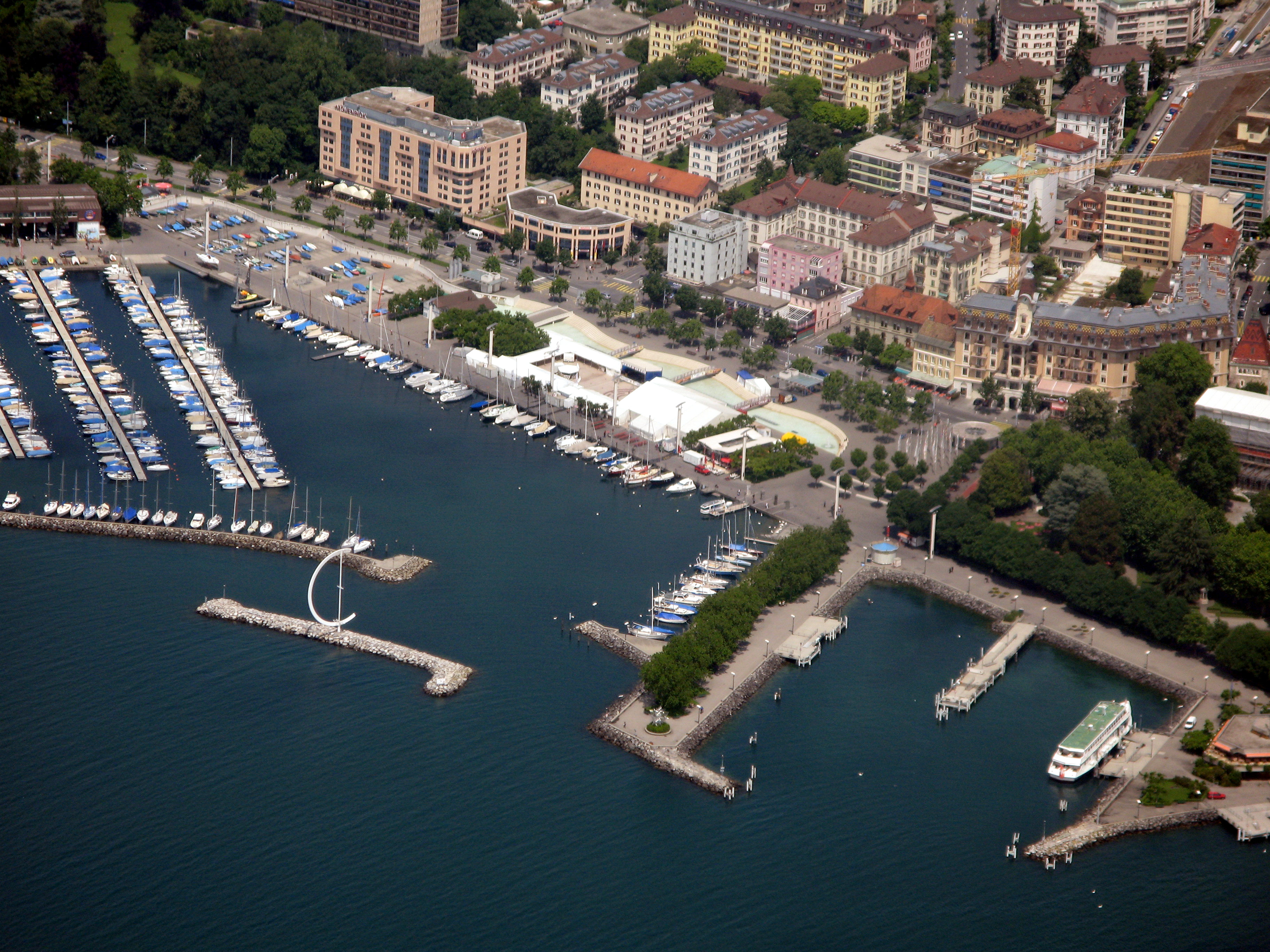
Порт Уши